# Килфинни
Килфинни (англ. Kilfinny; ирл. Cill na Fíonaí) — деревня в Ирландии, находится в графстве Лимерик (провинция Манстер).